# Kanton Taverny
Kanton Taverny is een kanton van het Franse departement Val-d'Oise. Kanton Taverny maakt deel uit van het arrondissement Argenteuil sinds 1 januari 2017. Daarvoor behoorde het tot het arrondissement Pontoise.

## Gemeenten
Het kanton Taverny omvatte tot 2014 de volgende 5 gemeenten:
- Bessancourt
- Béthemont-la-Forêt
- Chauvry
- Frépillon
- Taverny (hoofdplaats)

Ingevolge de herindeling van de kantons bij decreet van 17 februari 2015, met uitwerking in maart 2015 zijn dat sindsdien volgende 4 gemeenten :
- Beauchamp
- Bessancourt
- Pierrelaye
- Taverny (hoofdplaats)